# Белогвалек, Август
Август Белохлавек (нем. August Belohlavek; 10 января 1873, Вена — 2 января 1937, Вена) — австрийский архитектор.

## Биография
После окончания Государственной торговой школы и Технического университета Белоглавек работал во время учёбы в Академии художеств в период с 1898—1901 гг. у Виктора Лунца. В течение нескольких следующих лет стал соратником Карла Стефана и с 1901 года стал заниматься художественным оформлением различных зданий, построенных в Вене (Rotenturmstrasse 29, (1902); Nikolsdorfer Gasse 31; Gumpendorfer Strasse 10-12, Königsklosterhof); Он спроектировал также следующие здания, расположенные по адресам: Ungargasse 24, (1912); Mayerhofgasse 1, (1906); Otto-Bauer-Gasse 1, «Meissner-Hof» (1903); Kaiserstraße 77 (1909); Westbahnstraße 27-29, «Schottenfelder Hof» (1908); Neusetzgasse 7-9, (1911).
Его студия находилась на Шмальцхофгассе 14 в шестом районе.